# Dendrochilum affine
Dendrochilum affine är en orkidéart som beskrevs av Oakes Ames. Dendrochilum affine ingår i släktet Dendrochilum och familjen orkidéer. Inga underarter finns listade i Catalogue of Life.